# Međurečje (Bośnia i Hercegowina)
Međurečje (cyr. Међуречје) – wieś w Bośni i Hercegowinie, w Republice Serbskiej, w gminie Rudo. W 2013 roku liczyła 145 mieszkańców. Jest w całości otoczone przez Serbię, co czyni tę miejscowość eksklawą Bośni i Hercegowiny.